# Los Campesinos!
Los Campesinos! — инди-поп-группа из семи человек из Кардиффа, Уэльс, образованная в начале 2006 года в Кардиффском университете. Состав группы несколько раз менялся: из оригинального состава остались только вокалист Гарет Дэвид Пейси и гитаристы Нил Тёрнер и Том Бромли. К ним присоединились гитарист Роб Тейлор, клавишница Ким Пейси, басист Мэтт Фидлер и барабанщик Джейсон Аделиния.
Под влиянием тви-попа группа выпустила свой дебютный студийный альбом Hold on Now, Youngster... в феврале 2008 года, а затем, в октябре того же года, We Are Beautiful, We Are Doomed. Оба альбома получили положительные отзывы критиков, причём Pitchfork описал первую как «головокружительную, мелодичную любовную ноту к индивидуальности, пафосу — и всему тому, на чём инди-поп построил своё имя». С третьим альбомом, Romance Is Boring (2010), группа расширила свою «и без того внушительную инструментальную палитру». С тех пор Los Campesinos! выпустили ещё четыре студийных альбома, причём All Hell (2024) стал их последним релизом и альбомом, занявшим самые высокие места в чартах на сегодняшний день.
В 2021 году Pitchfork включил Los Campesinos! в число 200 самых важных исполнителей за первые 25 лет существования сайта, назвав группу «самой обаятельной культовой группой XXI века».

## Характеристики
Стиль
Когда группа впервые появилась на инди-поп-сцене, её за живую, жизнерадостную музыку причислили к движению «тви-поп». С момента выхода дебютного альбома Hold On Now, Youngster 2008 года группа упорно трудилась, чтобы изменить этот образ. После выхода их второго альбома We Are Beautiful, We Are Doomed критики в целом приветствовали группу за принятие нового, более мрачного образа. Это продолжалось и в следующих двух альбомах, хотя инструментальное звучание группы расширялось. В интервью Noisey в 2017 году Гарет вспоминал, что в начале карьеры группу называли «тви-поп», и они изначально приняли этот ярлык, потому что были рады, когда люди делились своим мнением об их музыке. Гарет сказал: «Мы сами навлекли на себя ярлык „тви“. Не уверен, насколько он когда-либо был точным, но для нас это была удобная шкала, и, что ж, это было вполне справедливо». Комментируя отход от раннего звучания, Гарет сказал: «Некоторые используют его для отсылки к нашим последним альбомам, и для меня это просто неточно. С таким же успехом можно называть нас трансом».
Источники вдохновения
Как группа, они ранее заявляли, что на них оказали сильное влияние Pavement, Modest Mouse, Guided by Voices, Blur, The Beautiful South, Xiu Xiu, Broken Social Scene, Built to Spill, Yo La Tengo, Sonic Youth, Pulp, Belle & Sebastian, The Magnetic Fields, Joy Division и The Smiths, среди прочих. Они также ссылаются на литературу Б. С. Джонсона, одержимость смертью и футбол в качестве немузыкальных источников вдохновения.
Гарет называл Пола Хитона, фронтмена групп The Housemartins и The Beautiful South, своим самым большим вдохновителем. В интервью Stereogum он сказал: «Можно с уверенностью сказать, что если бы не Пол Хитон, я бы никогда не захотел писать тексты».
Лирика
В текстах песен Гарета регулярно встречаются отсылки и намёки на футбол; Джефф Рютер из The Athletic написал: «Немногие группы используют футбольный жаргон в своих текстах так, как Los Campesinos! — это стало своего рода "охотой за пасхальными яйцами" для их фанатов, написанной [Гаретом] Дэвидом. "Бела Гуттманн из любви Проклинает всех моих бывших в безбрачной жизни", - поет он в "Let It Spill". "Мне снилось, что я привязан к полузащите, как к якорю в животе", - говорит он в "I Broke Up in Amarante".» С 2020 года Гарет был вице-председателем Welton Rovers F.C., клуба Западной футбольной лиги, базирующегося в Мидсомер-Нортоне. Однако в октябре 2023 года он сообщил в личном сообщении X, что с 31 августа 2023 года он больше не работает волонтёром в клубе.

## Дискография
Смотри статью «Дискография Los Campesinos!» в англ. разделе.
- Hold on Now, Youngster... (2008)
- We Are Beautiful, We Are Doomed (2008)
- Romance Is Boring (2010)
- Hello Sadness (2011)
- No Blues (2013)
- Sick Scenes (2017)
- All Hell (2024)